# Minutes to Midnight World Tour
Minutes to Midnight World Tour fue una gira musical por parte de la banda de rock estadounidense Linkin Park.

## Lista de canciones
1. "Gunshot Intro #1" / "One Step Closer"
2. "Lying from You"
3. "Somewhere I Belong
4. "No More Sorrow
5. "Papercut"
6. "Points of Authority"
7. "Reading My Eyes"
8. "From the Inside"
9. "Leave Out All the Rest"
10. "Numb"
11. "The Little Things Give You Away"
12. "Breaking the Habit"
13. "Shadow of the Day"
14. "Crawling"
15. "In the End"
16. "Bleed It Out"

Encore
1. "Pushing Me Away" (Piano Version)
2. "What I've Done"
3. "Faint"

## Fechas de la gira
| Fecha                     | Ciudad           | País           | Lugar                            |
| ------------------------- | ---------------- | -------------- | -------------------------------- |
| Promo Tour                |                  |                |                                  |
| 28 de abril de 2007       | Berlín           | Germany        | Kesselhaus                       |
| 30 de abril de 2007       | Köln             | Germany        | ProSieben Studios                |
| 2 de mayo de 2007         | Londres          | England        | BBC Maida Vale Studios           |
| 3 de mayo de 2007         | Londres          | England        | Astoria                          |
| 4 de mayo de 2007         | Londres          | England        | The London Studios               |
| 6 de mayo de 2007         | East Rutherford  | Estados Unidos | Giants Stadium                   |
| 11 de mayo de 2007        | New York         | Estados Unidos | Webster Hall                     |
| 12 de mayo de 2007        | New York         | Estados Unidos | GE Building (Studio 8H)          |
| 18 de mayo de 2007        | West Hollywood   | Estados Unidos | House of Blues                   |
| 19 de mayo de 2007        | Irvine           | Estados Unidos | Verizon Wireless Amphitheatre    |
| Europa                    |                  |                |                                  |
| 24 de mayo de 2007        | København        | Denmark        | Foro                             |
| 25 de mayo de 2007        | Stockholm        | Sweden         | Stockholm Globe Arena            |
| 27 de mayo de 2007        | Hamburg          | Germany        | Color Line Arena                 |
| 28 de mayo de 2007        | Landgraaf        | Netherlands    | Megaland                         |
| 30 de mayo de 2007        | París            | France         | Palais Omnisports de Paris-Bercy |
| 1 de junio de 2007        | Adenau           | Germany        | Nürburgring                      |
| 2 de junio de 2007        | Nürnberg         | Germany        | Volkspark Dutzendteich           |
| 5 de junio de 2007        | St. Petersburg   | Rusia          | New Arena                        |
| 6 de junio de 2007        | Moscú            | Rusia          | Sports Complex Olimpiyskiy       |
| 8 de junio de 2007        | Lisboa           | Portugal       | Passeio Marítimo de Algés        |
| 9 de junio de 2007        | Castle Donington | England        | Donington Park                   |
| 11 de junio de 2007       | Zürich           | Switzerland    | Hallenstadion                    |
| 12 de junio de 2007       | Praha            | Czech Republic | Sazka arena                      |
| 13 de junio de 2007       | Chorzów          | Poland         | Stadion Slaski                   |
| 16 de junio de 2007       | Nickelsdorf      | Austria        | Pannonia Fields II               |
| Australia y Nueva Zelanda |                  |                |                                  |
| 11 de octubre de 2007     | Auckland         | New Zealand    | Vector Arena                     |
| 12 de octubre de 2007     | Auckland         | New Zealand    | Vector Arena                     |
| 14 de octubre de 2007     | Melbourne        | Australia      | Rod Laver Arena                  |
| 15 de octubre de 2007     | Melbourne        | Australia      | Rod Laver Arena                  |
| 16 de octubre de 2007     | Hindmarsh        | Australia      | Adelaide Entertainment Centre    |
| 18 de octubre de 2007     | Burswood         | Australia      | Burswood Dome                    |
| 20 de octubre de 2007     | Darling Harbour  | Australia      | Sydney Entertainment Centre      |
| 21 de octubre de 2007     | Darling Harbour  | Australia      | Sydney Entertainment Centre      |
| 22 de octubre de 2007     | Boondall         | Australia      | Brisbane Entertainment Centre    |
| Asia                      |                  |                |                                  |
| 11 de noviembre de 2007   | Bangkok          | Tailandia      | Aktive Square                    |
| 13 de noviembre de 2007   | Singapur         | Singapur       | Singapore Indoor Stadium         |
| 16 de noviembre de 2007   | Taipéi           | Taiwán         | Taipei Country Stadium           |
| 18 de noviembre de 2007   | Shanghái         | China          | Hong Kou Stadium                 |
| 20 de noviembre de 2007   | Chek Lap Kok     | Hong Kong      | AsiaWorld-Arena                  |
| 23 de noviembre de 2007   | Saitama          | Japón          | Saitama Super Arena              |
| 24 de noviembre de 2007   | Saitama          | Japón          | Saitama Super Arena              |
| 26 de noviembre de 2007   | Nagoya           | Japón          | Nippon Gaishi Hall               |
| 27 de noviembre de 2007   | Osaka            | Japón          | Prefectural Gymnasium Naniwa     |
| 30 de noviembre de 2007   | Seoul            | Corea del Sur  | Olympic Park                     |
| Europa                    |                  |                |                                  |
| 16 de enero de 2008       | Hannover         | Germany        | TUI Arena                        |
| 17 de enero de 2008       | Amnéville        | France         | Galaxie                          |
| 18 de enero de 2008       | Basel            | Switzerland    | St. Jakobshalle                  |
| 20 de enero de 2008       | Frankfurt        | Germany        | Festhalle                        |
| 21 de enero de 2008       | Köln             | Germany        | Kölnarena                        |
| 22 de enero de 2008       | París            | France         | Palais Omnisports de Paris-Bercy |
| 24 de enero de 2008       | Nottingham       | England        | Nottingham Arena                 |
| 25 de enero de 2008       | Sheffield        | England        | Sheffield Arena                  |
| 27 de enero de 2008       | Mánchester       | England        | Manchester Evening News Arena    |
| 28 de enero de 2008       | Londres          | England        | The O2 Arena                     |
| 29 de enero de 2008       | Londres          | England        | The O2 Arena                     |
| Norteamérica              |                  |                |                                  |
| 12 de febrero de 2008     | Omaha            | Estados Unidos | Qwest Center                     |
| 13 de febrero de 2008     | St. Paul         | Estados Unidos | Xcel Energy Center               |
| 15 de febrero de 2008     | Columbus         | Estados Unidos | Nationwide Arena                 |
| 16 de febrero de 2008     | Detroit          | Estados Unidos | Joe Louis Arena                  |
| 18 de febrero de 2008     | Mánchester       | Estados Unidos | Verizon Wireless Arena           |
| 19 de febrero de 2008     | Baltimore        | Estados Unidos | 1st Mariner Arena                |
| 21 de febrero de 2008     | SoHo             | Estados Unidos | Apple Store                      |
| 21 de febrero de 2008     | New York City    | Estados Unidos | Madison Square Garden            |
| 22 de febrero de 2008     | Montreal         | Canadá         | Bell Centre                      |
| 23 de febrero de 2008     | London           | Canadá         | John Labatt Centre               |
| 25 de febrero de 2008     | Lexington        | Estados Unidos | Rupp Arena                       |
| 26 de febrero de 2008     | Nashville        | Estados Unidos | Sommet Center                    |
| 29 de febrero de 2008     | Oklahoma City    | Estados Unidos | Ford Center                      |
| 4 de marzo de 2008        | Los Ángeles      | Estados Unidos | Staples Center                   |
| 6 de marzo de 2008        | Las Vegas        | Estados Unidos | The Joint @ Hard Rock Hotel      |
| 7 de marzo de 2008        | Las Vegas        | Estados Unidos | The Joint @ Hard Rock Hotel      |
| 8 de marzo de 2008        | West Valley City | Estados Unidos | E Center                         |
| 10 de marzo de 2008       | Sacramento       | Estados Unidos | ARCO Arena                       |